# COVID-19 у Чернівецькій області
Коронаві́русна хворо́ба 2019 у Чернівецькій о́бласті — розповсюдження пандемії коронавірусу територією Чернівецької області.
Область межує із Сучавським повітом Румунії, де зареєстровано найбільше в Румунії інфікованих коронавірусом.
Перший випадок зараження виявлено на території Буковини 2 березня 2020 року. Станом на 19 липня 2021 року зафіксовано 80054 випадки інфікування. 1795 осіб померло (2,2 %).

## Хронологія

### 2020
31 березня в області зареєстровано два летальних випадки (жінка 1955 та чоловік 1962 р.н.) Загальна кількість інфікованих випадків зросла до 90.
1 квітня в області запровадили особливий режим в'їзду та виїзду, фактично — заборону пасажирського руху.
3 квітня голова Чернівецької ОДА Сергій Осадчук повідомив про запровадження особливих карантинних обмежень із 13-00 суботи 4 квітня до 6-00 понеділка 6 квітня. Населенню рекомендували закупити продуктів на цей час і залишатися вдома.
5 квітня Чернівецька область перебувала на першому місці за кількістю інфікованих і кількістю смертей від коронавірусу. Кількість інфікованих зросла до 220 осіб, кількість смертей до 5, одужало 9 осіб.
На 6 квітня четверо пацієнтів були підключеними до апарату штучної вентиляції легенів, троє інших — на кисневій дотації.
7 квітня інфікувалися троє священослужителів.
На 8 квітня було зареєстровано 247 хворих, 5 летальних випадків, 5 пацієнтів перебували в реанімації у важкому стані, 16 одужало. Кількість інфікованих медиків на Буковині зросла до 51 осіб. З них 40 осіб безсимптомні, а 11 мають симптоми захворювання. Шестеро медпрацівників заразились під час виконання професійних обов'язків.
9 квітня було зареєстровано 76 нових випадків, загальна кількість зросла до 379.
13 квітня в області у реанімаціях перебувало 24 хворих, всього у лікарнях області з вірусом — 201 пацієнт.
На 15 квітня в області підтверджено 589 випадків, 8 летальних випадків та 21 людина одужала. За останню добу в регіоні підтверджено 84 випадки.
20 квітня помер у Сторожинецькій ЦРЛ 19-річний юнак із села Їжівці.
21 квітня помер 25-річний юнак із села Їжівці. Він був братом померлого напередодні 19-річного юнака. Кількість хворих перевищила 1000 випадків.
9 травня за добу на Буковині було зареєстровано 89 випадків.
18 травня вперше за довгий час в області не було зафіксовано нових жертв, загалом з початку епідемії в регіоні померло 110 людей, за добу одужало 25, а всього — 634 особи. За добу зафіксовано 19 випадків зараження, з яких 8 у Чернівцях.
24 травня кількість пацієнтів у лікарнях зросла до 555, 220 із них — хворі на COVID-19, решта — з підозрою. У важкому стані перебуває 52 пацієнта, з них у реанімаціях — 30, на апаратах штучної вентиляції легень — 6. За добу госпіталізували 19 пацієнтів. За кількістю інфікованих Чернівецька область так само займає перше місце в Україні. В ній не вводили послаблення карантину 11 і 26 травня, як в інших областях.
13 липня в Чернівцях було послаблено карантин, зокрема, влада постановила відновити роботу громадського транспорту без спеціальних проїзних.
14 липня в місті та області дозволили роботу розважальних закладів до 23:00 з наповненістю не більше половини місць і не більше однієї особи на 5 м2 площі закладу.
12 серпня в області було встановлено черговий антирекорд — 130 хворих за добу, вперше число зафіксованих хворих за добу перентуло позначку 100 осіб. 15 серпня за добу зафіксовано 183 хворих, всього в області — 7.617 випадків, 5.488 вилікувалися.
21 серпня в області встановлено антирекорд за кількістю хворих, протягом доби виявлено 208 нових випадків, загальне число хворих сягнуло 8505 людей.
26 серпня місцева влада дозволила роботу ринків, торгових комплексів, громадського транспорту, шкіл і дитсадків, незважаючи на те, що область було віднесено до «червоної» зони. 18 вересня Чернівецьку область було виключено з червоної зони.
19 жовтня 158 шкіл (40 % від загальної кількости) області працювали у дистанційному режимі.

### 2021-2023
В середині лютого 2021 РОКУ у Чернівецькій області склалася критична ситуація через захворюваність, але додаткових обмежень прийнято не було. З початку квітня область було включено до «червоної» зони через високу швидкість розповсюдження вірусу.
У грудні 2023 року в області було зареєстровано 5,5 тис. випадків захворювання на ГРВІ, грип та COVID-19, у зв'язку з чим у регіоні могли ввести карантин.

## Запобіжні заходи
З 12 березня на Буковині запровадили карантин, котрий, як планувалося, буде тривати до 3 квітня, були заборонені: масові заходи, концерти, спортивні змагання. На три тижні було зачинено усі навчальні заклади.
На вихідні дні, починаючи із суботи 4 квітня 13 години до 6 ранку понеділка 6 квітня вводили особливий режим. В цей час рекомендували всім залишатися вдома. Навіть продуктові магазини в цей час не працювали, як і АЗС. Заправлятися зможуть лише «швидкі», поліцейські машини та автівки служб порятунку.
Чернівецька область однією з останніх в Україні послабила карантинні заходи: 29 червня 2020 року комісія ТЕБ та НС, орієнтуючись на відповідність показників, ухвалила рішення про запуск міжміського сполучення (з заповненими лише сидячими місцями), відкриття кафе і ресторанів (з обмеженням кількості людей в приміщенні 10 людей), спортивних зал та майданчиків. Ще наприкінці травня область відкрили для в'їзду-виїзду після майже 2 місяців закриття.